# Racing Club Heemstede
Il Racing Club Heemstede (meglio conosciuta come RCH) è una società calcistica olandese di Heemstede.
Il RCH è stato fondato il 25 febbraio 1911 nella città olandese di Heemstede. Tra il 1956 e il 1971 ha giocato nel calcio professionistico. Il club ha vinto 2 campionati nazionali e 2 Coppe d'Olanda. Nel 1989 ha vinto il campionato nazionale dilettanti.

## Palmarès

### Competizioni nazionali
- Campionato olandese: 2

1922-1923, 1952-1953
- Coppa dei Paesi Bassi: 2

1917-1918, 1927-1928